# Банк Албании
Банк Албании (алб. Banka e Shqipërisë) — центральный банк Республики Албания.

## История
15 мая 1925 года итальянским консорциумом по соглашению с правительством Албании создан Национальный банк Албании. Главный офис банка находился в Дурресе, а Административный комитет — в Риме. В марте 1926 года банк начал выпуск банкнот. В 1944 году Национальный банк переименован в Государственный банк Албании:44. В январе 1945 года указом Президиума Антифашистского национального освободительного совета была отменена иностранная концессия Государственного банка. 3 января 1945 года принят закон о Государственном банке Албании, установивший его статус как центрального банка.
22 апреля 1992 года Государственный банк Албании переименован в Банк Албании.